# Győrffy Iván
Győrffy Iván (Mezőmócs, 1830. december 28. – Esztergom, 1883. június 16.) magyar pedagógiai író. Az Eötvös József Collegium alapítója és az Egyetemes magyar encyclopaedia társszerzője.

## Élete
Középiskolai tanulmányait Kolozsvárott végezte. 1848-ban honvéd vadászzászlóaljban szolgált. A szabadságharc bukása után Sepsiszentivánban volt kántortanító. A tanári vizsgák letétele után 1850-ben Nagyszebenben szerzett diplomát. 3 év után meghívták a gyulafehérvári püspöki katedrális karvezetőjének, ahol 7 évig működött mint orgonista. 1862-ben Zentán professzorrá avatták. 1867-ben Simor János hercegprímás meghívta Esztergomba, ahol a prímási gyakorlóiskola főtanára lett. Itt nyilvános közkönyvtárat létesített több mint 4000 könyvvel. Nyelvtudományi (székely-magyar) gyűjteménye is jelentős volt, melyet az MTA megvásárolt.
Irodalmi munkásságát 1862-ben a Katholikus Néplapban kezdte. 1879-ben a székesfehérvári könyvkiállításon tankönyvei és segédeszközei bronzérmet nyertek.

## Művei
4 tankönyv a népiskolák számára (földrajz, történelem, természetrajz) 
- 1871 Ötven magyar népdal és dallam. Pest.
- 1875 Magyarország története. Esztergom.
- 1878 Garabonciás diák. Budapest.
- 1890 Szellemi sziporkák.